# 陳表 (嘉靖進士)
陳表（1490年—？），字獻忠，號草池，雲南前衛軍籍，湖廣岳州府澧州安鄉縣人，明朝政治人物。

## 生平
正德二年（1507年）丁卯科雲貴鄉試第二十三名舉人，嘉靖二年（1523年）中式癸未科會試第三百二十五名，三甲第一百四十五名進士。八年（1529年）任丹陽縣知縣，十二年（1533年）六月選授浙江道監察御史，巡按南直隸廬州、鳳陽等府，清理漕運，疏通河渠，十五年（1536年）以病致仕。

## 家族
曾祖陳讓；祖父陳德昇；父陳孔易，母謝氏。具慶下。兄陳襲，弟陳製、陳扆、陳袞。